# Hòn Đũa
Hòn đũa, còn gọi là hòn Ông Cụ là một ngọn núi đá có hình dáng như một chiếc đũa, nằm trong vịnh Bái Tử Long, thuộc tỉnh Quảng Ninh, cách Bãi Cháy khoảng 15 km về phía đông.
Nếu nhìn từ phía tây bắc, hòn Đũa có đầu hơi loe và nghiêng xuống, bụng phình ra, nhìn giống như một vị quan thời xưa, với áo thụng xanh, đầu đội mũ cánh chuồn, hai tay chấp trước ngực nên còn gọi là hòn Ông Cụ.